# Alberta Hail Project
L’Alberta Hail Project est un programme de recherche qui s'est déroulé de 1956 à 1985 pour étudier la physique des nuages et la dynamique de la production de la grêle. Il fut parrainé conjointement par l'Alberta Research Council et Environnement Canada afin de concevoir et de tester des moyens de suppression de la grêle.
Le principal instrument de cette recherche était un radar météorologique polarisé circulairement de bande S situé à l'aéroport industriel de Red Deer, dans le centre de la province de l'Alberta, au Canada. Une grande quantité de données fut recueillie auprès de plusieurs autres plateformes d'observation afin de mener des recherches sur les mécanismes de formation des précipitations, le développement des orages, la suppression de la grêle, l'hydrologie et la propagation des micro-ondes dans les hydrométéores.
De nombreux chercheurs ont utilisé l'ensemble de données et, entre 1990 et 1994, 23 articles furent publiées dans des revues et présentées lors de conférences, ainsi que 4 rapports scientifiques et 9 thèse étudiantes. Ces documents comprenaient la météorologie radar, la physique des nuages, l'hydrologie/hydrométéorologie, l'informatique, l'instrumentation, la météorologie synoptique et à méso-échelle, ainsi que sur la météorologie dynamique.

## Histoire
Au début des années 1950, une série de tempêtes de grêle dévastatrices ont affecté la région entre Red Deer et Calgary, poussant les fermiers à demander au gouvernement albertain d'étudier la possibilité de recourir à la toute nouvelle technique de l’ensemencement des nuages pour essayer de pallier ce problème. La question fut transmise à l'Alberta Research Council (ARC) où le chimiste de recherche Mac Elofson et le directeur de la recherche, Nathaniel Grace, furent très intéressés par le problème. En raison du manque d'études scientifiques concluantes sur la viabilité d'une telle modification du temps, il fut décidé de mettre sur pied un programme de recherche pour acquérir une meilleure compréhension avant toute tentative d'atténuation.
En juin 1955, la Direction de la météorologie canadienne, l'Alberta Research Conseil, le ministère provincial de l'Agriculture de l'Alberta et l'Université de l'Alberta se réunirent pour discuter des questions scientifiques. Il fut décidé que les deux premiers mettraient sur pied un projet pilote d'étude au cours de l'été 1956. Elofson et Grace tirent cette première campagne à Didsbury dans le centre de l'Alberta. Dick Douglas du Stormy Weather Group de l'Université McGill se joignit à ces derniers dont l'objectif était de tester la faisabilité de mettre sur pied réseau volontaire d'observations des événements de grêle dans la région. Des questionnaires furent envoyés à quelque 6 500 agriculteurs dans une zone couvrant 10 000 km2 autour de Red Deer et ils leur étaient demandé de rapporter avec une carte postale tout événement de grêle.
Plus de 500 rapports de bénévoles furent reçus et ils découvrirent que de la grêle fut notées quelque part dans la région lors de 42 journées pendant cet été-là, dépassant largement la fréquence notée par les stations météorologiques climatologiques normales. Ce projet pilote fut considéré un succès, nécessitant le déploiement de plus d'instruments et l'utilisation d'un radar météorologique pour suivre les orages. C'est le Stormy Weather Group de McGill qui fut choisi pour assumer la direction scientifique du projet pour 1957 et le financement vint de la Direction de la météorologie.

### Alberta Hail Studies, 1957 à 1973
Au printemps de 1957, un radar météorologique de longueur d'onde de 3 cm (bande X) fut installé à l'ancienne base des forces aériennes canadiennes de Penhold, détenu par l'ARC, par le Stormy Weather group en collaboration avec le Conseil national de recherches Canada (CNRC) et l'ARC. Ce premier programme fut nommé Alberta Hail Studies (ALHAS) utilisant trois outils principaux : le radar pour étudier la structure interne des orages, la photographie de nuages pour étudier leur morphologie visuelle et leur taux de croissance, et les rapports de volontaires sur l’occurrence de grêle et ses caractéristiques.
L'aéroport est redevenu le point focal des opérations sur le terrain les 30 années suivantes. La recherche fut initialement concentrée dans une région quasi rectangulaire de 350 sur 150 km. Les rapports des volontaires, d'abord par cartes postales furent graduellement complétés par des appels téléphoniques afin d'avoir les informations le plus possible en temps réel. L'importance fut mise sur : la climatologie de la grêle dans le centre de l'Alberta, les caractéristiques radar des orages produisant de la grêle, les propriétés des grêlons et de la pluie et la compréhension de la situation météorologique qui mène à la production de grêle.
La Direction de la météorologie continua son support du programme en engageant un météorologue pour l'évaluation du potentiel orageux et des tâches connexes de 1960 à 1975 et par son financement continu. Les scientifiques de McGill firent la plupart des analyses au cours de cette première période, établissant une première climatologie et reconnaissant que les événements de grêle n'étaient pas des événements au hasard mais se formaient selon des paramètres météorologiques bien spécifiques. Le radar fut l'instrument crucial dans la théorisation de la structure de ce type d'orages en corrélant les échos avec les rapports de grêle, les informations de températures et d'humidité, ainsi que les radiosondages de l'atmosphère. Un radar de longueur d'onde de 10 cm mais de faible résolution azimutale fut ajouté en 1963, il s'agissait d'un appareil plus moderne et moins sujet à l'atténuation de son signal par les fortes précipitations. Ce dernier fut remplacé en 1967 par un autre radar de 10 cm mais à faisceau mince, permettant de mieux résoudre les différents orages dans son champ de vision.
En 1972, le gouvernement provincial créa un comité législatif spécial pour créer une assurance-récolte. Après une série d'audiences partout en province, un rapport fut à l'Assemblée législative en novembre 1972. Les principales recommandations furent que la province devrait financer un programme de suppression de la grêle durant 5 ans à partir de 1974. Cependant, comme la campagne d'ALHAS pour 1973 était déjà prévue, un programme d'ensemencement y fut adjoint avec l'aide de la province. Cette technique fut utilisée sur 15 journées par trois avions Cessna turbocompressé. Cet été-là vit passer de l'étude à la pratique.

### Alberta Hail Project, 1974 à 1985
L’Alberta Hail Project proprement dit débuta en 1974, alors que l'ARC et donne le mandat à l’Alberta Weather Modification Board (AWMB), un organisme du gouvernement provincial financé par le ministère de l'agriculture, de poursuivre l'étude de la modification du temps. Deux programmes quinquennaux (1974-1978 et 1981-1985) se succédèrent, le second étudiant non seulement le contrôle de la grêle mais aussi l'ensemencement pour augmenter la pluie et la neige. Les installations et instruments furent alors utilisés pour suivre les orages, alors que des avions les ensemencèrent et recueillirent in situ des échantillons de leur gouttelettes et cristaux de glace.
Les avions étaient équipés de transpondeurs spéciaux permettant aux contrôleurs d'identifier, de suivre et d'effectuer à distance les lâchers d'iodure d'argent. Un radar de longueur d'onde de 5 cm (bande C) fut ajouté pour remplacer le radar de bande S par grands vents (ce dernier n'ayant pas de radôme pour le protéger. Afin de comprendre les processus physiques dans l'orage et les effets de l'ensemencement des nuages ces expériences furent effectuées avec des concentrations de noyaux congelant et météorologiques variées, à divers endroits et même parfois avec des placébos. Le même processus fut utilisé pour l'étude sur le rehaussement des pluies et de la neige durant le second quinquennat.
La fin du programme s'est produite après la saison 1985 à la suite d'une combinaison de facteurs dont des résultats peu encourageants de l'ensemencement, d'un changement de priorités du gouvernement et de conflits entre les buts des agriculteurs et des scientifiques. Cependant, les orages violents n'ont pas cessé et d'autres programmes d'études ont succédé à l’Alberta Hail Project durant les années 1990.

## Description
De 55 à 75 % des jours de l'été, le centre de l'Alberta subit des orages et 50 % de ces jours de la grêle est rapportée, dont 15 % dépasse le diamètre d'une noix. La fréquence est comparables à celles des Grandes Plaines américaines en aval des Rocheuses alors que les orages se forment principalement sur les contreforts des montagnes et déferlent vers les champs cultivés et causent des dommages importants aux
céréalières comme le blé, le canola, l'orge et l'avoine.
Le programme couvrait une zone de 33 700 km2, centrée sur le site radar de Penhold (52° 12′ N, 113° 54′ O), sur un terrain appartenant à ce qui est devenu depuis l'aéroport régional de Red Deer. Il utilisait aussi différents instruments pour évaluer les conditions atmosphériques propice à la formation de grêle et pour sa détection.

### Évaluation du potentiel
Des radiosondages étaient effectués de l'ancienne base de Penhold à 17 h 15 heure locale (23 h 15 UTC) quotidiennement durant la saison estivale. Les données furent utilisés pour évaluer les conditions atmosphériques pour estimer la probabilité de grêle dans les 3 heures entourant le sondage (soit entre 14 h 15 et 20 h 15 heure locale) et à moins de 100 km du site. Quelques-uns de ces sondages de proximité furent exclus en raison de données manquantes ou parce qu'ils étaient modifiés soit par des précipitations lors de la montée du ballon, soit par le front de rafales d'un orage. En plus des données de sondage en altitude, la température de surface et le point de rosée (représentatif de l'environnement des orages) furent obtenus à partir d'un mésonet de stations météorologiques.

### Télédétection
Le premier radar de bande X avait une résolution horizontale de 1 degré et verticale de 16,5 degrés, une puissance de 100 kW. Premier à être utilisé pour la détection des précipitations, il fut plus tard utilisé comme radar secondaire pour le suivi des avions, interrogeant leur transpondeur qui répondait avec des impulsions codées donnant sa position.
Le radar de bande C possédait une antenne à réflecteur parabolique produisant une largeur de faisceau circulaire de 1,5 degré. Un programme d'élévation d'antenne permettait un balayage sur des angles d'élévation allant de 0 à 9 degrés en 1,5 minute ou de 0 à 21 degrés en 3 minutes, choisi de telle sorte que les données couvraient toute l'extension verticale du nuage en fonction de la proximité des orages au radar. Sa portée utile était de 157 km et notait l'intensité des échos de précipitations mais ils étaient fortement atténués dans la pluie forte. C'est pourquoi, il devint second violon après la construction du radar de bande S.
Celui-ci avait un faisceau de 1,15 degré de largeur. Dans ce type de radar, l'atténuation est négligeable et il fut utilisé à partir de 1967 pour détecter non seulement l'intensité de la précipitation par sa réflectivité, mais aussi le type d'hydrométéores grâce aux données de polarisation circulaire. Ces informations étaient corrélées avec les observations de surface pour étudier la structure des orages conduisant à la formation de grêle.

### Instrumentsin situ
À certains moments, des avions volèrent dans et autour des zones de convection pour recueillir de plus amples informations sur les conditions atmosphériques et échantillonner les nuages. Des observations furent également faites à partir de stations mobiles montées sur des véhicules équipés de divers appareils d'instrumentation météorologique et de capteurs de grêle. Ils ont été dirigés vers des régions susceptibles d'être sous un orage de grêle par un contrôleur au site radar. Le contrôleur communiquait avec les conducteurs de véhicules par radio.

### Collecte d'observations
Chaque printemps, environ 20 000 agriculteurs de la zone recevaient des cartes pour enregistrer tout événement de grêle, y compris sa taille. Lors des journées de grêle, entre 10 % et 20 % de ces agriculteurs en ont signalé pour une moyenne d'un observateur par 16 à 32 km2. Des sondages téléphoniques furent également effectués, ce qui a donné lieu à des densités d'observation allant jusqu'à un rapport par 3 kilomètres carrés. En conséquence, il est estimé que seul un très faible pourcentage de la grêle atteignant la surface n'a pas été détecté Le diamèwtre des grêlons était classé en six catégories : diamètres inférieurs à 0,4 cm, de 0,4 à 1,2 cm, de 1,3 à 2 cm, de 2,1 à 3,2 cm, de 3,3 à 5,2 cm et plus grand que 5,2 cm.